# Draginovo
Draginovo (bulgariska: Драгиново) är ett distrikt i Bulgarien.   Det ligger i kommunen Obsjtina Velingrad och regionen Pazardzjik, i den sydvästra delen av landet, 90 km sydost om huvudstaden Sofia.
I omgivningarna runt Draginovo växer i huvudsak blandskog. Runt Draginovo är det ganska tätbefolkat, med 56 invånare per kvadratkilometer.